# サン・ファン・バウティスタ (チリ)
サン・ファン・バウティスタ（スペイン語:San Juan Bautista、英語:St. John the Baptist）とは太平洋にあるチリ領ファン・フェルナンデス諸島の中心地である。

## 概要
ファン・フェルナンデス諸島で唯一人が住むロビンソン・クルーソー島のカンバーランド湾に位置し、ロビンソン・クルーソー島の全人口の598人（2002年）がサン・ファン・バウティスタの集落地に住んでいる。
チリで最も孤立した集落地の一つだがインフラも整い、宿泊施設は少ないがゲストハウスもあり、携帯電話が利用でき、衛星テレビなども利用でき、自動車も通れる舗装した道路や港にはチリ海軍の軍艦も停泊出来る。
1574年にスペインの航海者、ファン・フェルナンデスによって諸島は発見され、スペインは1750年171人の入植者をロビンソン・クルーソー島に送りバイーア・デ・カンバーランド湾に、フェルテ・サンタバルバラ（fuerte Santa Bárbara）と言う入植地の集落が始まった。この入植者達の最初の知事であるファン・ナバロ・サンタエージャ（Juan Navarro Santaella）はこの入植地の集落の洗礼をし"サン・ファン・バウティスタ"（聖ヨハネ）とした。その後、津波で破壊などされるが再建され1779年の段階では40の家の入植を保っていた。1814年にはチリの独立運動の一つランカグアの戦いで独立運動家の亡命場所としてこのサン・ファン・バウティスタに住んでいた。
第一次世界大戦の1915年サン・ファン・バウティスタ付近の海でイギリスの軽巡洋艦がドイツの軽巡洋艦
ドレスデンを沈めている。ドレスデンの生存者の乗組員はサン・ファン・バウティスタに定住した。集落から北方にドレスデンの乗組員の墓もある。